# Scuticaria bahiensis
Scuticaria bahiensis är en orkidéart som beskrevs av K.L.Davies och Stpiczynska. Scuticaria bahiensis ingår i släktet Scuticaria och familjen orkidéer. Inga underarter finns listade i Catalogue of Life.